# Гельригль, Вольфганг
Вольфганг Гельригль (нем. Wolfgang C. Hellrigl; 10 марта 1941, Кёльн, Германия — 23 ноября 2010, Больцано, Италия) — известный филателист, эксперт по почтовым маркам Непала и Тибета, которому была оказана честь подписать «Список выдающихся филателистов». Был признанным специалистом в области филателистической экспертизы и с 1998 по 2005 год занимал пост президента Международной ассоциации филателистических экспертов (АИЕП). Член Королевского филателистического общества Лондона.

## Биография
В. Гельригль родился в Кёльне в семье южнотирольцев. Его отец, Освальд Гельригль (Oswald Hellrigl; 1906—1963), жил в Брессаноне (Италия) и был известным коллекционером почтовых марок Индии (Джамму и Кашмира) и Непала, экспертом по маркам старых европейских государств и одним из основателей АИЕП.
Ранние годы (1945—1960) Вольфганг провёл в Южном Тироле. В 1960—1966 годах обучался в Венском университете, где получил степень по экономике. В 1966—1975 годах работал в Сиднее, в сфере страхования жизни.
В дальнейшем Вольфганг Гельригль вернулся в Италию и обосновался в Больцано, где с 1976 по 2002 год трудился в сферах банковского дела и страхования. В 2002 году вышел на пенсию. Умер в 2010 году после длительной борьбы с лейкемией.
Был женат, имеет дочь.

## Вклад в филателию
Благодаря отцу и под его руководством, Вольфганг увлёкся собиранием почтовых марок в очень раннем возрасте.
С конца 1960-х годов В. Гельригль начал серьёзно специализироваться в области почтовых марок Непала и Тибета, марок Индии, прошедших почту в Тибете и Непале, а с 1990-х годов — марок Джамму и Кашмира, а также Монголии. Несколько раз посещал Непал, а впоследствии Тибет.
В 1976 году Гельригль основал Кружок по филателистическому изучению Непала и Тибета (Nepal and Tibet Philatelic Study Circle) и был позднее его председателем в течение 10 лет. Принимал участие в разработке системы для оценки непальских почтовых штемпелей и пометок в зависимости от степени их встречаемости.
Стал заниматься филателистической экспертизой с 1975 года, в 1980 году вступил в ряды АИЕП, в 1985 году был избран в руководящий комитет этой ассоциации и служил её президентом в 1998—2005 годах.
Привлекался членом жюри на филателистических выставках под эгидой ФИП с 1992 года, а с 2004 года — членом экспертной команды ФИП.
Является автором каталогов, библиографий и многочисленных статей по филателии Непала и Тибета, а также Джамму и Кашмира в специализированных филателистических журналах. Занимался подготовкой справочника по филателии Монголии. Входил в Комиссию по филателистической литературе при ФИП в 1996—1998 годах.
Как специалист в области почтовых марок, сделал по приглашению ряд публичных выступлений на филателистических форумах. Так, 16 ноября 2006 года на заседании Королевского филателистического общества Лондона, членом которого он являлся, он презентовал доклад на тему «Jammu and Kashmir» («Джамму и Кашмир»). Незадолго до смерти, 13 апреля 2009 года, выступил на международной филателистической выставке «CHINA 06» в Китае с двумя докладами на семинаре, посвящённом почётным экспонатам в классе литературы: книгам «Republic of Venice» («Венецианская республика») Паоло Фольмейера и «Philatelic Expertising» («Филателистическая экспертиза»), редактором и автором которой он являлся.

## Почётные звания и награды
Вольфганг Гельригль за свою жизнь получил множество наград. В 1987 году он был награждён медалью Тиллеарда Королевского филателистического общества Лондона.
В 1978, 1984 и 1992 годах он был удостоен Литературной премии памяти Мартина (Martin Memorial Literature Awards) за справочники «The Native Postmarks of Nepal» («Местные почтовые штемпели Непала», 1978), «The Classic Stamps of Nepal» («Классические марки Непала», 1984) и «Nepal Postal History» («История почты Непала», 1991). Эти же книги были отмечены золотыми медалями Международной федерации филателии (ФИП).
В 1994 году он поставил свою подпись в престижном Списке выдащихся филателистов. Ему была присуждена большая золотая медаль за коллекцию «Классический Непал» и гран-при на международной выставке в Брно в 2005 году за коллекцию «Джамму и Кашмир». Последняя коллекция, а также другие собрания Гельригля — марок Индии в Непале и марок Тибета — также получали золотые медали международных выставок.
В 2006 году на филателистической выставке «WASHINGTON 06» подготовленный Гельриглем справочник «Philatelic Expertising» («Филателистическая экспертиза») получил золотую медаль ФИП.
В 2007 году он получил медаль Линденберга, а в 2008 году — медаль АИЕП имени Хунцикера (Hunziker Medal). В 2009 году за выдающиеся достижения он был избран Почётным членом АИЕП.
Его достижения в области индийской филателии были отмечены вручением почётного приза Кружка по изучению почтовых марок Индии (India Study Circle) памяти Мартина (Martin Memorial Trophy).
Уже после смерти Вольфганга Гельригля его книга англ. «The Postal History of Mongolia 1841—1941» («Почтовая история Монголии в 1841—1941 годах») была удостоена большой золотой медали в классе филателистической литературы на выставке «PHILANIPPON 2011».

## Избранные труды
Ниже перечисляются основные труды Вольфганга Гельригля по истории почты и филателии:
Почта и филателия
- Hellrigl W. C. A Catalogue of Nepalese Postmarks, 1879—1935. (англ.)
- Hellrigl W. C., Hepper C. The Native Postmarks of Nepal. — Nepal Philatelic Study Circle, 1978. — 135 p. (англ.)
- Hellrigl W., Gabrisch K. Tibet: A Philatelic and Numismatic Bibliography: A Critical Bibliography Containing Over 400 Titles of Tibetan Philately, Numismatics and Postal and Monetary Histories. Pt. I: Philatelic bibliography. — 1981. (англ.) [Тибет: филателистическая и нумизматическая библиография. Критическая библиография, содержащая более 400 названий по филателии, нумизматике, истории почты и истории монет Тибета.]
- Hellrigl W., Gabrisch K. Tibet: A Philatelic and Numismatic Bibliography: A Critical Bibliography Containing Over 400 Titles of Tibetan Philately, Numismatics and Postal and Monetary Histories. — Santa Monica: George Alevizos, 1983. — 80 p. (англ.)
- Hellrigl W. C., Vignola F. The Classic Stamps of Nepal. — Bozen: Nepal and Tibet Philatelic Study Circle, 1984. — 215 p. (англ.) (итал.)
- Hellrigl W. C. Nepal Postal History: The British-Indian Post Office in Nepal. — Giulio Bolaffi Editore, 1991. — 200 p. — ISBN 8885846211. (англ.)
- Hellrigl W. C. The Postal Markings of Tibet. — Vancouver: Geoffrey Flack, 1996. — 68 p. (англ.) (Почтовые пометки Тибета.)
- Hellrigl W. C. Forgeries of the second issue of Tibet // Fakes, Forgeries & Experts. — 1998. — No. 1. (англ.) (Дата обращения: 1 мая 2011) Архивировано 10 июля 2011 года.
- Philatelic Expertising: The AIEP Handbook of Philatelic Expertising / Ed. by W. C. Hellrigl. — A. I. E. P./FFE Journal, 2004. — 320 p. — ISBN 8890049359. (англ.)
- Предисловие к изданию: Pearson P. The Grinnell Hawaiian Missionary Stamps: The Investigation of the Grinnell Hawaiian Missionaries by the Expert Committee of the Royal Philatelic Society London. — London: RPSL Ltd, 2006. — 96 p. — ISBN 0-9553078-0-5. (англ.)
- Hellrigl W. C. The Forgeries of Poonch // Fakes, Forgeries & Experts. — 2007. — No. 10. (англ.) (Дата обращения: 1 мая 2011) Архивировано 1 декабря 2008 года.

Прочее
- Hellrigl W. Brixen in alten Ansichten. Geschichte der druckgrafischen Veduten der Bischofsstadt und Umgebung. — Lana: Tappeiner/Athesia, 2002. — 340 p. — ISBN 9788870733181. (нем.)